# レヴェレーション・レコード
レヴェレーション・レコード（Revelation Records）は、アメリカ合衆国のインディーズ・レーベル。1987年にジョーダン・クーパーとレイ・カッポによって設立された。設立当初はコネチカット州ニューヘイブンに拠点を置いていたが、現在はカリフォルニア州ハンティントンビーチに拠点を置く。
当初はハードコア・パンク・バンド中心のリリースを行っていた。1988年、レイ・カッポが自身のバンドシェルターでの活動に集中するためレーベル運営を退き、自身のレーベル、イコール・ヴィジョン・レコードとスーパーソウル・レコード（Supersoul Records）を立ち上げている。

## 所属アーティスト
- ユース・オブ・トゥデイ (Youth of Today)
- ウォーゾーン (Warzone)
- シック・オブ・イット・オール (Sick of It All)
- ダウン・トゥ・ナッシング (Down To Nothing)
- ギャリソン (Garrison)
- コーリング・アワーズ (Calling Hours)
- クイックサンド (Quicksand)
- ニュー・ファウンド・グローリー (New Found Glory)
- サイド・バイ・サイド (Side By Side)
- スピードウェイ (Speedway)
- ゲームフェイス (Gameface)
- チェイン・オブ・ストレングス (Chain of Strength)
- イン・マイ・アイズ (In My Eyes)
- ファーサイド (Farside)
- テキサス・イズ・ザ・リーズン (Texas Is The Reason)
- シェルター (Shelter)
- ジャッジ (Judge)
- ペイント・イット・ブラック (Paint It Black)
- ムーヴィーライフ (The Movielife)
- ドレイン (Drain)
- ノー・フォー・アン・アンサー (No For An Answer)
- スペースド (Spaced)
- ボールド (Bold)
- ゴリラ・ビスケッツ (Gorilla Biscuits)
- エンド・オブ・ア・イヤー (End of a Year)